# Erannis bistriata
Erannis bistriata är en fjärilsart som beskrevs av Hedemann 1881. Erannis bistriata ingår i släktet Erannis och familjen mätare. Inga underarter finns listade i Catalogue of Life.